# Чемпионат Новой Зеландии по кёрлингу среди юниорских смешанных пар
Чемпионат Новой Зеландии по кёрлингу среди юниорских смешанных пар (англ. New Zealand Junior Mixed Doubles Curling Championship) — ежегодное соревнование новозеландских юниорских (участники должны быть в возрасте до 21 года на дату начала чемпионата) смешанных парных команд по кёрлингу (команда должна состоять из одного мужчины и одной женщины; см. Парный кёрлинг (смешанный парный разряд)). Проводится с сезона 2023—2024. Организатором является Ассоциация кёрлинга Новой Зеландии (англ. New Zealand Curling Association).
Чемпионат проводится в конце лета, в начале второй половины сезона кёрлинга в Новой Зеландии (где календарное лето является «климатической зимой»).
Победитель чемпионата получает право до следующего чемпионата представлять Новую Зеландию на международной арене, в том числе на чемпионате мира, как её юниорская смешанная парная сборная по кёрлингу.

## Годы и команды-призёры
Составы показаны в порядке: женщина, мужчина, тренер (если есть).
| Год  | Даты, город и арена проведения                     | Золото                        | Серебро                       | Бронза                           |
| 2023 | 21—23 июля, Данидин Dunedin Ice Stadium, St Kilda  | Olivia Russell / Jed Nevill   | Lucy Neilson / Darcy Nevill   | Tahlia Petersen / William Becker |
| 2024 | 2—4 августа, Данидин Dunedin Ice Stadium, St Kilda | Ellie McKenzie / Darcy Nevill | Tahlia Petersen / William Loe | Olivia Russell / Jed Nevill      |
| 2025 | 17—20 июля, Данидин Dunedin Ice Stadium, St Kilda  | Ellie McKenzie / Jed Nevill   | Tahlia Petersen / William Loe | Olivia Russell / Jack Steele     |

## Медальный зачёт по игрокам
(вне зависимости от пола игрока; данные с учётом итогов чемпионата 2025 года)
| Кёрлингист      | 1 | 2 | 3 |
| --------------- | - | - | - |
| Jed Nevill      | 2 |   | 1 |
| Ellie McKenzie  | 2 |   |   |
| Darcy Nevill    | 1 | 1 |   |
| Olivia Russell  | 1 |   | 2 |
| Tahlia Petersen |   | 2 | 1 |
| William Loe     |   | 2 |   |
| Lucy Neilson    |   | 1 |   |
| William Becker  |   |   | 1 |
| Jack Steele     |   |   | 1 |